# 焼香庵
焼香庵（しょうこうあん）は、かつて徳島県徳島市城南町に存在した浄土宗の寺院（無縁寺）。現在は「焼香庵跡墓地」のみが残る。また、「焼香庵跡」は眉山麓に位置し、この一帯は福面山と呼ばれている。

## 歴史
創建は不明。徳島市城南町にある浄土宗の実相寺の末寺として創建された。寺の名前は広大な境内に無縁の死者を埋葬したことに由来する。
1910年（明治43年）に廃寺となり、現在では墓地のみが残る。また、一部の墓は同市西二軒屋町にも存在する。
焼香庵跡墓所には、徳島藩で活躍した多くの力士の墓が残っている他、徳島県に妖怪伝説として伝わるオッパショ石も存在する。

## 焼香庵跡墓地
「続・阿波相撲史」によれば、焼香庵跡には28名の徳島藩の力士の墓が記録されている。
- 吉田金四 - 人形浄瑠璃の人形遣い
- 苫ケ島浦右衛門 - 力士
- 園瀬川・勢見山 - 力士
- 論鶴羽・小鳴門 - 力士
- オッパショ石 - 徳島県に伝わる奇石。

## 交通
- JR牟岐線「二軒屋駅」より徒歩約10分。